# Liste der Mitglieder des 1. Landesrates des Saargebietes
Der erste Landesrat des Saargebietes wurde am 25. Juni 1922 gewählt. Er hatte 30 Sitze, von denen 16 auf die Zentrumspartei entfielen, fünf auf die Sozialdemokratische Partei, vier auf die Liberale Volkspartei, je zwei auf die Vereinigung von Hausbesitz und Landwirtschaft und die Kommunistische Partei Deutschlands sowie einer auf die Deutsche Demokratische Partei des Saargebietes.

## Präsidium und Fraktionsvorstände
Der Präsident des Landesrates wurde durch die Regierungskommission bestimmt und nicht durch den Landesrat gewählt. Ernannt wurde Bartholomäus Koßmann obwohl dieser dem Landesrat gar nicht angehörte.
Fraktionsvorsitzende waren:
- Zentrum: Franz Levacher
- SPD: Johann Peter Hoffmann
- KPD: Philipp Reinhard
- DDP: Oskar Scheuer
- LVP: Wilhelm Schmelzer
- VHL: Gustav Schmoll[2]

## Mitglieder
| Name                  | Partei  | Anmerkung             |
| --------------------- | ------- | --------------------- |
| Eduard Angel          | Zentrum |                       |
| Richard Becker        | Zentrum |                       |
| Anton Betz            | SPD     |                       |
| Friedrich Fuchs       | LVP     |                       |
| Johann Gladel         | Zentrum |                       |
| Elisabeth Hallauer    | Zentrum |                       |
| Peter Heinz           | Zentrum |                       |
| Johann Helfgen        | KPD     |                       |
| Johann Peter Hoffmann | SPD     | Fraktionsvorsitzender |
| Mathias Karius        | Zentrum |                       |
| Peter Kiefer          | Zentrum |                       |
| Johann Jakob Kratz    | Zentrum |                       |
| Franz Levacher        | Zentrum | Fraktionsvorsitzender |
| Wilhelm Martin        | Zentrum |                       |
| Mathias Niederländer  | Zentrum |                       |
| Hermann Petri         | SPD     |                       |
| Philipp Reinhard      | KPD     | Fraktionsvorsitzender |
| Hermann Ringle        | SPD     |                       |
| Hermann Röchling      | LVP     |                       |
| Wilhelm Rütters       | Zentrum |                       |
| Oskar Scheuer         | DDP     | Fraktionsvorsitzender |
| Peter Scheuer         | Zentrum |                       |
| Wilhelm Schmelzer     | LVP     | Fraktionsvorsitzender |
| Anton Schmidt         | Zentrum |                       |
| Gustav Schmoll        | VHL     | Fraktionsvorsitzender |
| Walther Sender        | SPD     |                       |
| Max von Vopelius      | LVP     |                       |
| Peter Wagner          | VHL     |                       |
| Johann Werth          | Zentrum |                       |
| Peter Wilhelm         | Zentrum |                       |